# Чебурашка (персонаж)
Чебурашка — персонаж, вигаданий радянським письменником і сценаристом Едуардом Успенським, один з головних героїв низки літературних творів і мультфільмів.
Зовні — це істота з величезними вухами, великими очима і коричневою шерстю, що ходить на задніх лапах. Нині відомий образ Чебурашки вперше з'явився в мультфільмі Романа Качанова «Крокодил Гена» (1969) і був створений при безпосередній участі художника-постановника фільму Леоніда Шварцмана.

## Сюжет і герої
Чебурашка, знайдений в коробці з апельсинами, привезеній в одне дуже велике місто, зустрічається з крокодилом Геною. Разом вони шукають друзів, в числі яких — лев Чандр і піонерка Галя, і допомагають іншим персонажам — людям і тваринам, що вміють говорити. Їм протидіють стара Шапокляк (рос. «Старуха Шапокляк») та її ручний щурик Лариска (рос. «Крыска Лариска»).

### Крокодил Гена
Крокодил Гена ходить на задніх лапах, носить костюм, капелюх і ціпок, палить люльку і щодня навідується в зоопарк, де працює крокодилом (характерний приклад стриманого гумору Успенського). Табличка над його місцем роботи свідчить: «Африканський крокодил Гена. Вік п'ятдесят років. Годувати і гладити дозволяється». У мультфільмі крокодила Гену озвучує Василь Ліванов. У свій день народження Гена співає пісеньку «Хай біжать незграбно…» (ориг. «Пусть бегут неуклюже…»). Ця пісенька з тих пір часто виконується з приводу днів народження, переважно у Росії.

### Стара Шапокляк
Стара Шапокляк, названа на честь старомодного головного убору, — головний антагоніст Чебурашки і Гени. Згідно з книгою, її основне заняття — «збирати зли», в мультфільмі її девіз виражений в пісеньці: «Хто людям допомагає — той витрачає час дарма (ха-ха). Хорошими справами прославитися не можна». Шапокляк, за підтримки щурика Лариски, в своєму ридикюлі влаштовує жорстокі розіграші над безневинними жителями міста. У міру знайомства з Геною і Чебурашкою Шапокляк поступово стає на шлях виправлення, зазвичай повертаючись до хуліганства на початку кожного наступного випуску мультфільму.
- «Чебурашка і його друзі» (1970) — п'єса;
- «Відпустка крокодила Гени» (1974) — п'єса;
- «Бізнес крокодила Гени» (1992) — повість.

## Мультфільми
За мотивами книги створено чотири мультфільми:
- «Крокодил Гена» (1969);
- «Чебурашка» (1971);
- «Шапокляк» (1974);
- «Чебурашка йде до школи» (1983).

## Популярність
Після виходу перших серій мультфільмів Чебурашка став дуже популярним в СРСР. Відтоді Чебурашка — герой багатьох анекдотів. У 2001 персонаж здобув велику популярність в Японії. На літніх Олімпійських Іграх 2004 року в Афінах його обрали талісманом Олімпійської збірної Росії. На зимових Олімпійських Іграх 2006 року символ Російської збірної Чебурашка переодягнувся в біле зимове хутро.

### Авторські права
У 1990-х і 2000-х роках розгорілися суперечки навколо авторських прав на образ Чебурашки. Вони стосувалися використання образу Чебурашки в рекламуванні різних товарів, назвах дитячих садків, дитячих естрадних студій і клубів (що було звичайною практикою за радянських часів), а також авторства самого образу Чебурашки, яке, за твердженням Едуарда Успенського, цілковито належить йому, тоді як його опоненти стверджують, що відомий сьогодні характерний образ Чебурашки з великими вухами був створений Леонідом Шварцманом. У 1990-ті роки Едуард Успенський також придбав права на торгову марку «Чебурашка», яка використовувалась раніше в таких товарах, як цукерки і дитяча косметика. Використання назви стало предметом суперечки письменника з кондитерською фабрикою «Красный Октябрь, Росія».

### Шведські Друттен і Гена
У 1970-і роки в Швеції випускалися телесеріали, радіопередачі, грамплатівки і журнали коміксів, персонажів яких звали «Друттен» і «крокодил Гена» («Drutten och Gena»). Ці персонажі були створені за образом привезених з подорожі в СРСР ляльок Чебурашки і Гени, і зовні були їм ідентичні. Проте на цьому схожість закінчується: у Швеції Друттен і Гена співали інші пісні і розповідали інші історії, і жили вони не в «одному дуже великому місті», а на книжковій полиці. Тому, хоча багато шведів візуально впізнають Чебурашку і Гену, вони, як правило, не асоціюють їх з радянськими мультфільмами і книгами.

### Переносні значення слова «чебурашка»

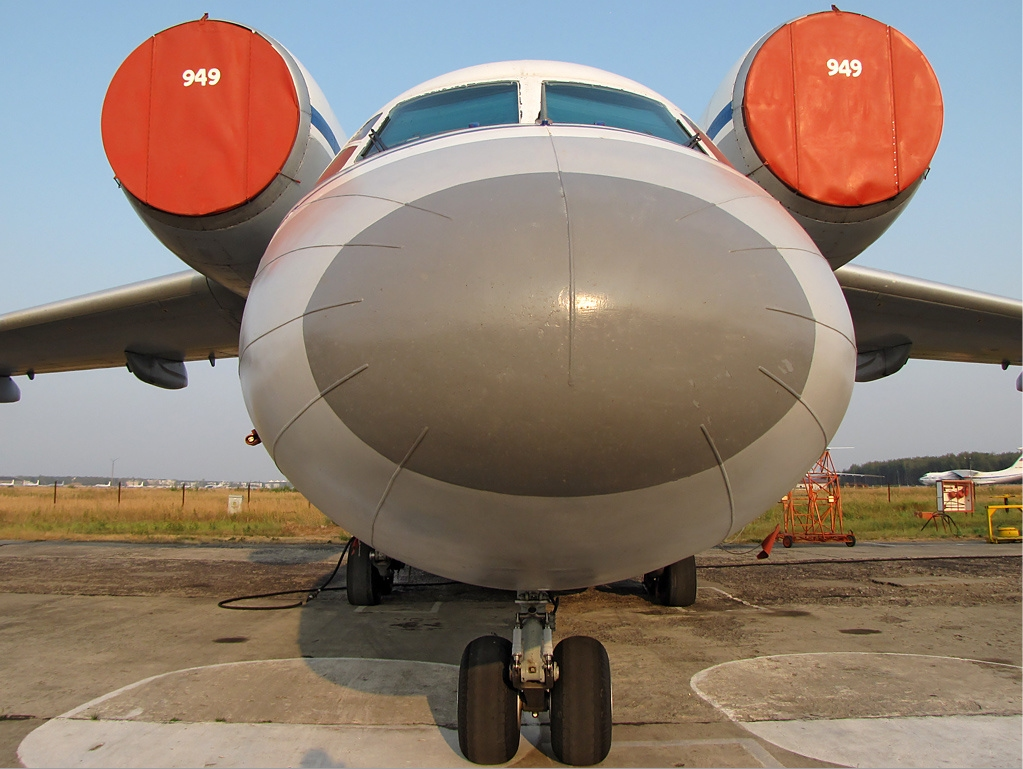
Самолет Ан-72 «Чебурашка»

«Чебурашкою» часто називають предмети, які так або інакше нагадують Чебурашку, серед яких:
- літаки Л-410 і Ан-72, з характерним «вухатим» розташуванням двигунів;
- спінінговий вантаж кулястої форми з двома дротяними петлями;
- спортивна фігура водіння автомобіля, що включає подвійну «вісімку»;
- електровоз ЧС2;
- автомобіль «Москвич»-2733-фургон;
- світлофор з двома додатковими секціями-стрілками.

«Чебурашкою» називають, незалежно від вмісту, пляшку об'ємом 0,33 або 0,5 літра, подібну до тієї, в яку до 1990-х років розливали однойменний лимонад. Також існує іронічний вираз «хутро чебурашки», що означає штучне хутро.
У соціоніці «чебурашка» — жаргонна назва людини, не віднесеної до одного з 16 соціонічних типів. У планіметрії є поняття «Вуха Чебурашки» — це назва одного з ГМТ.

## Походження слова «чебурашка»
Згідно з текстом Успенського, Чебурашкою головний герой був названий за те, що, переживши незручну подорож в ящику з апельсинами, той постійно норовив «чебурахнутись», тобто впасти. Так це описано в першій книзі серії: 
Він сидів, сидів, роздивлявся довкола, а потім узяв та й чебурахнувся із столу на стілець. Але і на стільці він довго не всидів — чебурахнувся знову. На підлогу.
 — Фе ти, Чебурашка який! — сказав про нього директор магазину, — Зовсім не може сидіти на місці! Так наш звір і дізнався, що його ім'я — Чебурашка.

Сам Успенський називає дві причини походження імені і героя Чебурашки. За однією з версій (офіційно прописаною в книжках про Чебурашку, але згодом спростованою письменником, як створеною спеціально для дітей): у дитинстві в письменника була бракована іграшка. Чи то ведмежа, чи то заєць, з великими вухами. Він і називав її Чебурашкою. Іншу версію Успенський навів у інтерв'ю нижньогородській газеті: 
Я прийшов у гості до друга, а його маленька донька приміряла пухнасту шубу, яка тягнулася по підлозі <.> Дівча постійно падало, перечіпляючись об шубу. І її батько після чергового падіння вигукнув: «Ой, знову чебурахнулась!». Це слово врізалося мені в пам'ять, я запитав про його значення. Виявилось, що «чебурахнутись» — означає «впасти». Так і з'явилося ім'я для нового персонажа.
В українській мові існує подібне слово «чеберяти», яке значить дриґати кінцівками. Від нього походить назва народного танцю чабарашка.

## Чебурашка в сучасній культурі
У 2000-і роки виникло декілька культурних і соціальних проектів, що надихнулися образом Чебурашки.

### «Жовті Чебурашки»
Весною-літом 2004-го а в Москві було проведено ряд акцій руху «Жовті Чебурашки», що закликав звернути увагу на вуха.

### «Чебурген»
Проект «Чебурген», створений в 2003 художниками Андрієм Кузнецовим і Максимом Покальовим, зібрав більше двохсот художніх робіт і фотографій різних авторів, що зображають героїв мультфільму в пародійному і гумористичному контексті. Серед найцікавіших робіт проекту — серія «Чебураки» Андрія Кузнецова, що включає пародії на кінофільми й історичні події.

### Чебурашка і «Зоряні війни»
У перекладі Гобліна «Буря в стакані» (2004) Чебурашка асоціюється з джедаєм Йодою, якого звуть Чебуран Віссаріонович.

### «Чебуран-паті»
У лютому 2002 в Москві стартувала серія танцювальних вечірок «Чебуран-паті». Їх постійними учасниками стали відвідувачі московських клубів, що дали позитивну відповідь на питання, чи вважають вони себе Чебурашкою, що задавалося автором ідеї, — ді-джеєм Звідником (Тимофієм Овсенні). Були проведені десятки вечірок в Москві і декілька — в Гоа (Індія).

### Пам'ятники Чебурашці
Пам'ятник, що зображає Чебурашку, крокодила Гену і Шапокляк, встановлений в 2005 році в підмосковному місті Раменське (скульптор Олег Ершов).
Також пам'ятник Чебурашці планується встановити в 2007 році в Нижньому Новгороді.

### День народження Чебурашки
З 2003 року в Москві щорічно в другі-треті вихідні серпня проходить добродійна акція для дітей-сиріт «День народження Чебурашки». У 2005 році у зв'язку з проведенням даної акції Едуард Успенський оголосив, що День народження Чебурашки 20 серпня.

### Мультфільми
- Чебурашка на IMDb
- Домашняя страничка Чебурашки и его друзей — фэн-сайт мультфильма
- Японский сайт о мультфильме
- Muzeum Dobranocek Польский сайт — Чебурашки и его друзей

### Опис мультфільму на сайтіАниматор.ру
- Крокодил Гена, 1969; Krokodil Gena (1971)
- Видео: Крокодил Гена
- Чебурашка, 1971; Cheburashka (1972)
- Шапокляк, 1974; Shapoklyak (1972)
- Чебурашка идёт в школу, 1983; Cheburashka idyot v shkolu (1983)

### Авторські права
- Успенский и Чебурашка — підбірка статей, присвячених авторським правам на Чебурашку на сайті Компромат.ru

### «Жёлтые Чебурашки»
- Акции движения «Жёлтые Чебурашки» — повідомлення радіостанції «Ехо Москви».

### «Чебурген»
- Проект «Чебурген» на сайті Иероглиф
- Епизод 115. Клич пионэров. — одна з найвідоміших робот А. Кузнецова в рамках проекту

### «Чебуран-паті»
- cheburashki — співтовариство Живого журналу, присвячене Чебуран-паті и Чебурашці
- ОБЪЕКТ Объект 01. Чебуран-паті. DJ Сводник. Москва[недоступне посилання з липня 2019] — підбірка статей про «Чебуран-паті» і про ді-джея Сводника

### «День народження Чебурашки»
- Офіційний сайт акції

### Анекдоти
- Анекдоти про Чебурашку
- Анекдоти про Чебурашку 2

### Пародії
- Мультік про Чебурашку і Фрога
- Чебурашка и косяк